# Арьеж (река)
Арье́ж (фр. Ariège) — река на юге Франции, правый приток Гаронны. Длина — 170 км, площадь бассейна — 3860 км². Средний расход воды — 65 м³/с.
Река берёт начало в Пиренеях и течёт на северо-восток, вблизи истока образуя границу Андорры и Франции, а затем поворачивает на северо-запад. Бо́льшая часть реки находится в департаментах Арьеж и Верхняя Гаронна региона Окситания Франции.
Впадает в Гаронну между Мюре и Тулузой.